# Mezium impressicollis
Mezium impressicollis is een keversoort uit de familie klopkevers (Ptinidae). De wetenschappelijke naam van de soort werd in 1944 gepubliceerd door Maurice Pic.